# What A Shiny Day
『What A Shiny Day』（わっと・あ・しゃいにー・でい）は、1999年5月8日にタワーレコードTower Recommends NEW ARTISTS ￥200 CD SERIESとして発売されたCymbalsのプレ・デビュー・シングルである。

## 解説
作詞は土岐麻子と沖井礼二によるもので、沖井礼二が作曲をしている。12cmシングルのケースに8cmのCDが入った仕様となっている。後に1枚目のアルバム『Tha's Entertainment』に収録され、現在本CDは廃盤となっている。

## 収録曲
1. What A Shiny Day